# Levoča
Levoča (Ausspracheⓘ; deutsch Leutschau, ungarisch Lőcse, lateinisch Leutsovia) ist eine Stadt im Norden der Slowakei. Sie liegt in der Zips, hat 13.905 Einwohner (Stand 31. Dezember 2024) und ist Sitz des Okres Levoča. Wegen des gut erhaltenen Stadtzentrums wurde die Stadt 2009 von der UNESCO zum Weltkulturerbe erklärt.

## Geographie

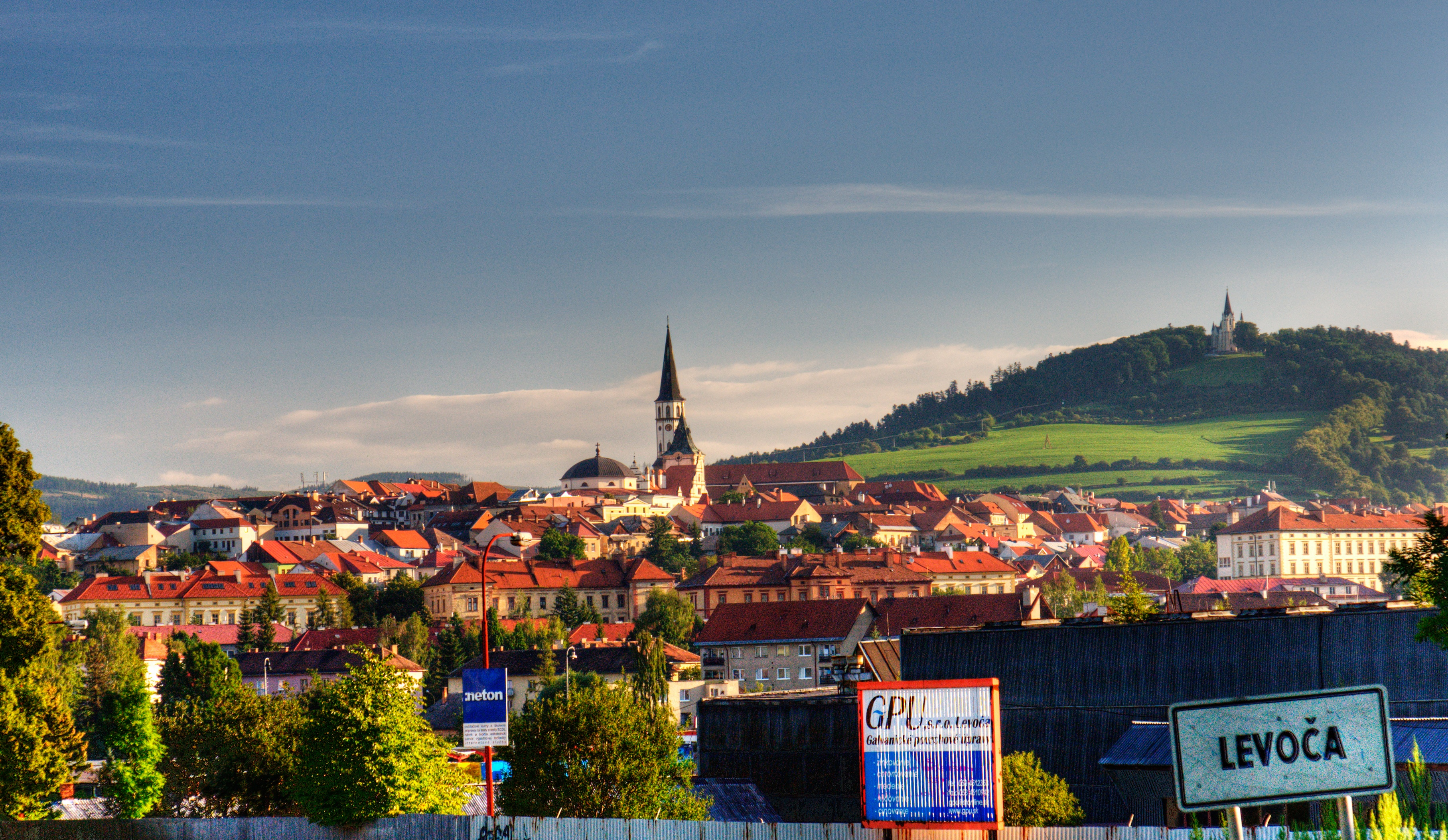
Blick auf die Stadt vom Süden; Mariánska hora rechts

Die Stadt befindet sich am Nordrand des Kessels Hornádska kotlina am Fuße der nördlich gelegenen Leutschauer Berge. Westlich des Stadtzentrums fließt der Bach Levočský potok, ein linker Zufluss von Hornád. Das Stadtzentrum liegt auf einer Höhe von 573 m n.m. und ist 90 Kilometer von Košice sowie 368 Kilometer von Bratislava entfernt.
Verwaltungstechnisch gliedert sich die Stadt in die Stadtteile Levoča (zugleich Katastralgemeinde, deutsch Leutschau), Levočská Dolina (deutsch [Leutschauer] Tal), Levočské Lúky (deutsch Schießplatz) und Závada (Katastralgemeinde, 1976 eingemeindet; deutsch Tscherneblod). Nach der Abschaffung des Militärbezirks Javorina Anfang 2011 wurde der Stadt ein Teil davon zugeschlagen, wodurch sich die Gemeindefläche von 64 km² auf knapp 115 km² vergrößerte und die Katastralgemeinde Dvorce (deutsch Bürgerhof) beinhaltet.
Die folgenden Angaben beziehen sich auf die Luftlinie zum nächsten Ortszentrum, und die Entfernungen sind auf halbe Kilometer kaufmännisch gerundet. Städte sind fett hervorgehoben.
| Hradisko, Kežmarok 6 km, 17 km  | Ihľany, Stará Ľubovňa 18,5 km, 31,5 km      | Torysky 10 km                                 |
| Dlhé Stráže, Poprad 5 km, 21 km | Kompassrose, die auf Nachbargemeinden zeigt | Doľany, Prešov 4,5 km, 47,5 km                |
| Kurimany 4,5 km                 | Harichovce, Spišská Nová Ves 7 km, 9,5 km   | Spišský Hrhov, Spišské Vlachy 4,5 km, 17,5 km |

## Geschichte

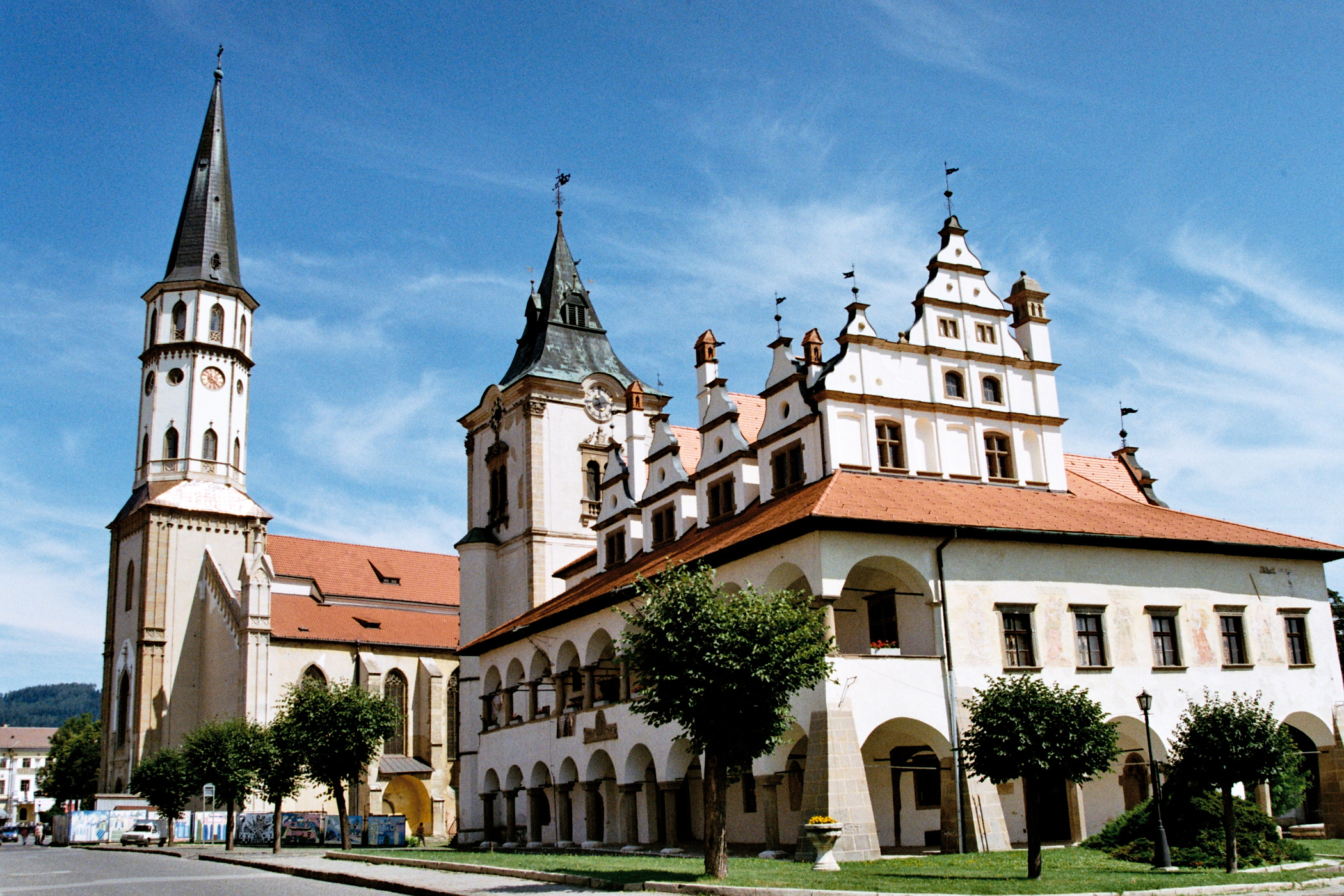
St. Jakob und Rathaus

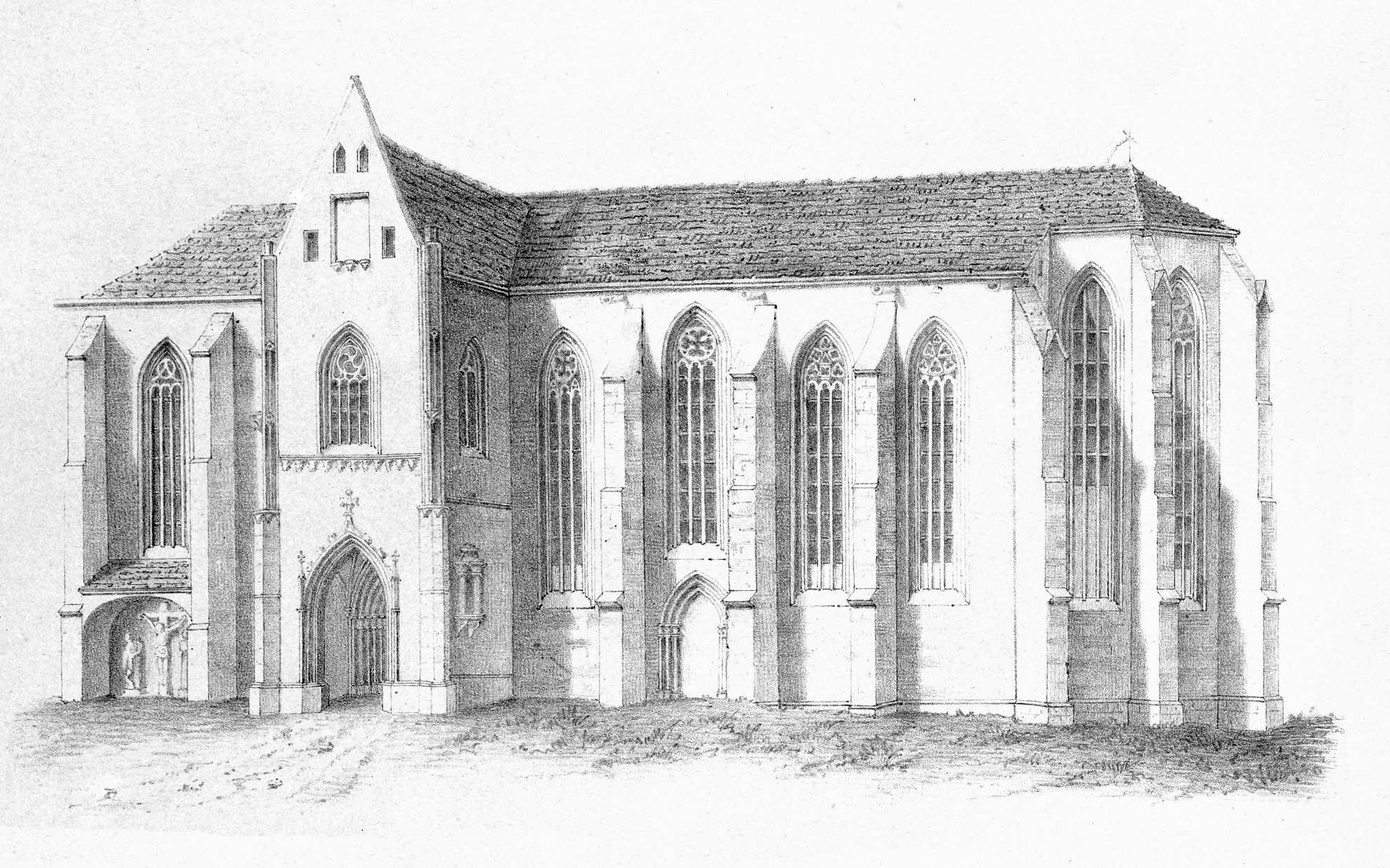
Kirche St. Jakob, Lithografie 1858 (ohne Turm!)

Die erste dauerhafte Besiedlung der Gegend gab es in der jüngeren Steinzeit. Die Slawen besiedelten das Gebiet im 9. bis 11. Jahrhundert. Bei dem Weg nach Spišská Nová Ves befand sich das sogenannte „Alte Levoča“, wo Archäologen eine Siedlung um die Fundamente der alten Kirche St. Nikolaus ausmachten; beim heutigen Kaschauer Tor befand sich noch eine weitere Siedlung mit der romanischen Heilig-Geist-Kirche, einer Rotundenkirche. Mit den neu gegründeten deutschen Siedlungen, die die eingeladenen Kolonisten nach dem Mongoleneinfall 1241 angelegt haben, entstand die heutige Stadt.
Die Stadt wurde zum ersten Mal in einer Urkunde des Königs Béla IV. von 1249 als Leucha schriftlich erwähnt. Mit der fortsetzenden deutschen Besiedlung wurde Leutschau zur bedeutendsten Stadt der Gespanschaft Zips und 1271 zur Hauptstadt der Provinz der Zipser Sachsen erklärt. Wie andere Zipser Städte genoss Leutschau verschiedene Rechte, unter anderem eigene Selbstverwaltung, Gerichtsbarkeit, Erzförderungsrecht, Recht der Nutzung der Wälder, Recht des Handels und Lagerrecht. 1317 wurde die Stadt durch den König Karl Robert von Anjou zur Freien Königlichen Stadt erhoben. Der Handel blühte nicht zuletzt wegen seiner Lage: Die Stadt befand sich an einer Kreuzung von Handelswegen (Ostsee–Balkan und Ost–West). Durch ständig neue Privilegien, wie der Befreiung vom Lagerrecht anderer Städte im Jahr 1402 und der Befreiung vom Zahlen des Dreißigstelzolls im ganzen Königreich Ungarn von 1419 wurde die Stadt sehr wohlhabend. Anfang des 15. Jahrhunderts trat Leutschau dem Bund Pentapolitana bei. Regional trat jedoch ein jahrhundertelanger Streit um die Führungsposition mit der Stadt Käsmark auf. Nach einem Hussiten-Angriff im Jahr 1431 brannte die Stadt nieder. Dennoch bildeten das 15. und 16. Jahrhundert den Höhepunkt der städtischen Entwicklung. In dieser Zeit blühte der Kupferhandel, mit dem die Familie Thurzo berühmt geworden ist, und die Bürger handelten mit Krakau, Hansestädten und Venedig. Weder der Brand von 1550, bei dem die Mehrheit der gotischen Architektur verschwand, noch der Brand von 1599 bremsten die Entwicklung. Im Jahr 1597 fand eine Synode in Leutschau statt, bei der Priestern untersagt wurde, Laien das Konkubinat gegen Zahlung einer Geldbuße zu erlauben. Die reiche Stadt unterstützte Bildung und Kultur. Bekannte Persönlichkeiten dieser Epoche sind der Bildhauer Paul von Leutschau, der englische Dichter Leonard Cox und der Humanist Johann Henkel. Ein Großteil der Bevölkerung war in den mehr als 40 Zünften (Gerber, Lederverarbeiter, Schlosser) oder in verschiedenen Handwerken (Goldschmiede, Bildhauer, Steinmetze, Maler) tätig.

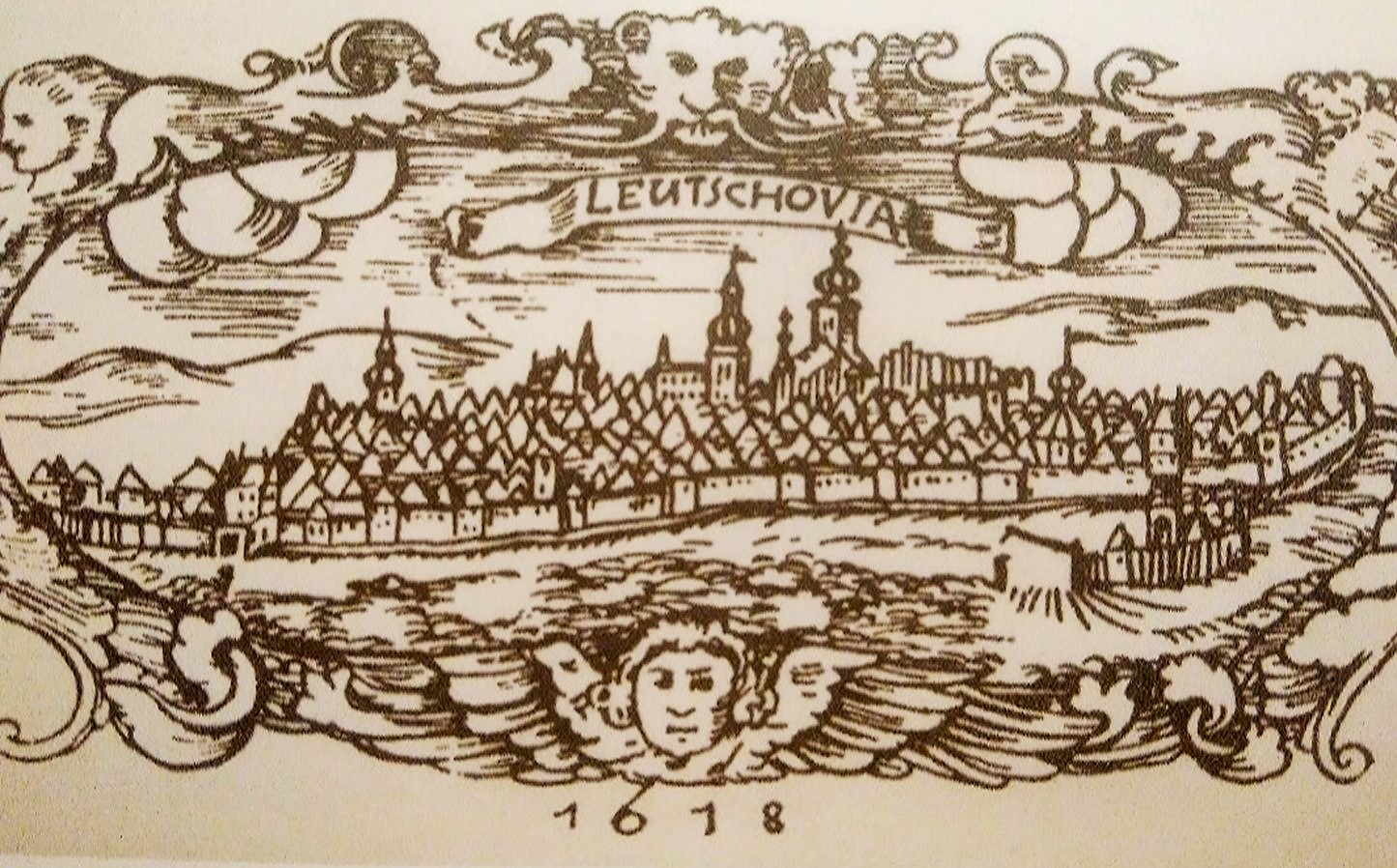
Skizzierte Vedute der Stadtansicht von Levoča/Leutschau 1618

Doch die Blütezeit war Ende des 16. und im ganzen 17. Jahrhundert vorbei, hauptsächlich durch ungarische Ständeaufstände von Stephan Bocskay, Gabriel Bethlen, Franz I. Rákóczi und Franz II. Rákóczi. Aus dieser Zeit stammen zwei Legenden, die später zum Subjekt der Romane der ungarischen Schriftsteller Kálmán Mikszáth und Mór Jókai geworden sind (siehe Literatur). 1624 wurde die erste Druckmaschine in der Stadt gekauft, die Stadt war Zentrum der Reformation in Nordungarn (bzw. Oberungarn). Im 19. Jahrhundert wurde Leutschau zum kleineren Zentrum der slowakischen Nationalbewegung, insbesondere durch das evangelische Lyzeum sowie das dazugehörige Institut der tschecho-slowakischen Sprache und Literatur. Besonders bekannt ist ein Vorfall im Jahr 1844, als die Studenten des Pressburger Lyzeums als Protest gegen die Absetzung von Ľudovít Štúr dort in die Stadt kamen, um ihre Studien fortzusetzen. Zu diesem Anlass wurde die spätere slowakische Hymne Nad Tatrou sa blýska erstmals gesungen.
Die wirtschaftliche Bedeutung der Stadt verringerte sich im 19. Jahrhundert weiter, da die neu gebaute Kaschau-Oderberger Bahn im Jahr 1871 die Stadt 10 km südlich umging und die Stadt Zipser Neudorf (heute Spišská Nová Ves) bediente. 1898 wurde aber noch eine Nebenbahn von dort errichtet. Trotzdem war die Stadt nur wenig mehr als administratives Zentrum des Komitats Zips.
Nach dem Zerfall von Österreich-Ungarn im Jahr 1918 kam Leutschau zur neu entstandenen Tschechoslowakei (durch den Vertrag von Trianon völkerrechtlich bestätigt). Während des Zweiten Weltkriegs wurde die örtliche jüdische Gemeinde fast vollständig in die deutschen Vernichtungslager deportiert. 1950 wurde die Altstadt zur städtischen Denkmalreservation erklärt. Auch im 20. Jahrhundert konnte sich die Stadt wirtschaftlich nicht erholen, andererseits ermöglichte dies die Erhaltung der historischen Bausubstanz. Nach der Unabhängigkeit der Slowakei im Jahr 1993 wurde die Stadt 1996 erneut Sitz eines Okres. Am 3. Juli 1995 zelebrierte der Papst Johannes Paul II. eine Messe am Berg Mariánska hora in Anwesenheit von 300.000 Wallfahrern.
2009 wurden die Altstadt und das Werk von Paul von Leutschau in die UNESCO-Welterbeliste aufgenommen und bilden seither Teil der Welterbestätte „Levoča, Spišský Hrad und damit assoziierte Kulturmonumente“.
2017 wurde Levoča der Ehrentitel „Reformationsstadt Europas“ durch die Gemeinschaft Evangelischer Kirchen in Europa verliehen.

### Ortsname

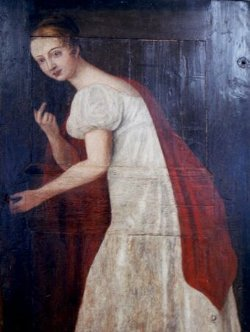
Die Weiße Frau von Levoča (bürgerlich Julianna Géczy)

Die Herkunft des Ortsnamens ist nicht zweifelsfrei erklärt, soll aber mit dem Namen des Bachs Levočský potok verbunden sein. Einer Deutung nach leitet sich der Name vom Wort lěva (im modernen Slowakischen ľavá, deutsch „linke“) ab. Dies erklärt sich durch die Tatsache, dass der Bach ein linker Zufluss von Hornád ist. Der slowakische Linguist Rudolf Krajčovič schlägt das altslawische Wort lěvoča, die für eine häufig überschwemmte Fläche oder schlicht Sumpf verwendet wurde, vor. Ebenfalls mit dem Bach verbunden ist die Deutung „rauschender Bach“ von Vladimír Šmilauer. Eine weitere Möglichkeit sieht den Personennamen Levok als Ursprung, der Name Levoča bedeutet demzufolge „Levoks Dorf“. Andere, nicht restlos belegte Deutungen verbinden den Ortsnamen mit dem Schießen, mit einem Löwen (slowakisch lev) oder mit der Aufforderung, gegenüber den Feinden wachsam zu sein: „Leut schaut!“.
Nachfolgend eine Aufzeichnung der Namen seit der ersten schriftlichen Erwähnung. Die hier aufgeführten Namen waren nicht nur zur angegebenen Zeit gebraucht und schließen sich gegenseitig nicht aus.
- 1249: Leucha
- 1268: Lyucha
- 1271: Lewcha
- 1277: Lyucha
- 1284: Leuche, Lyuche, Leiuche
- 1408: Lewscen
- 1479: Lewcsouia
- 1497: Leutschaw
- 1618: Leutschovia
- 1773: Lewucža
- 1786: Lewoče, Lőcse (ungarisch), Leutschau (deutsch), Leuchovia (lateinisch), Leutschovia, Leutsaria
- 1808: Leutsovia, Lőcse, Leutschau, Lewoča
- 1863–1913: offizieller Name: Lőcse
- seit 1920: heutiger Ortsname: Levoča

## Bevölkerung
| Jahr:                | 1994.  | 2004.   | 2014.   | 2024.   |
| -------------------- | ------ | ------- | ------- | ------- |
| Anzahl der Personen: | 13.548 | 14.604  | 14.783  | 13.905  |
| Unterschied:         |        | +7,79 % | +1,22 % | -5,93 % |

| Jahr:                | 2023.  | 2024.   |
| -------------------- | ------ | ------- |
| Anzahl der Personen: | 13.944 | 13.905  |
| Unterschied:         |        | -0,27 % |

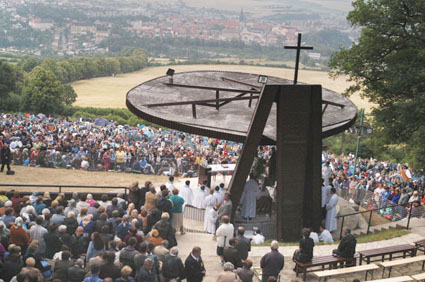
Jährliche Leutschauer Wallfahrt

Gemäß der Volkszählung 2011 wohnten in Levoča 14.830 Einwohner, davon 12.343 Slowaken, 822 Roma, 78 Russinen, 39 Tschechen, 14 Magyaren, neun Ukrainer, jeweils sechs Deutsche und Polen, zwei Russen und jeweils ein Bulgare, Jude, Kroate und Mährer; 22 Einwohner waren anderer, in den Statistiken nicht aufgeführten Ethnie. 1.485 Einwohner machten keine Angabe. 10.445 Einwohner gehörten zur römisch-katholischen Kirche, 537 Einwohner zur griechisch-katholischen Kirche, 208 Einwohner zur evangelischen Kirche A. B., 96 Einwohner zu den Zeugen Jehovas, 75 Einwohner zur orthodoxen Kirche, 29 Einwohner zur evangelistischen Kirche, 16 Einwohner zur reformierten Kirche; alle weiteren Konfessionen hatten weniger als zehn Gläubige und 92 Einwohner waren anderer, in der Statistiken nicht aufgeführten Konfession. 1.286 Einwohner waren konfessionslos und bei 2.010 Einwohnern wurde die Konfession nicht ermittelt.
Auszug aus den Ergebnissen der Volkszählung 2001 (14.366 Einwohner):
| Nach Ethnie: - 87,07 % Slowaken - 11,20 % Roma - 0,33 % Tschechen - 0,30 % Ruthenen - 0,10 % Magyaren | Nach Konfession: - 79,54 % römisch-katholisch - 9,01 % konfessionslos - 4,52 % keine Angabe - 3,87 % griechisch-katholisch - 1,61 % evangelisch |

## Stadtarchitektur

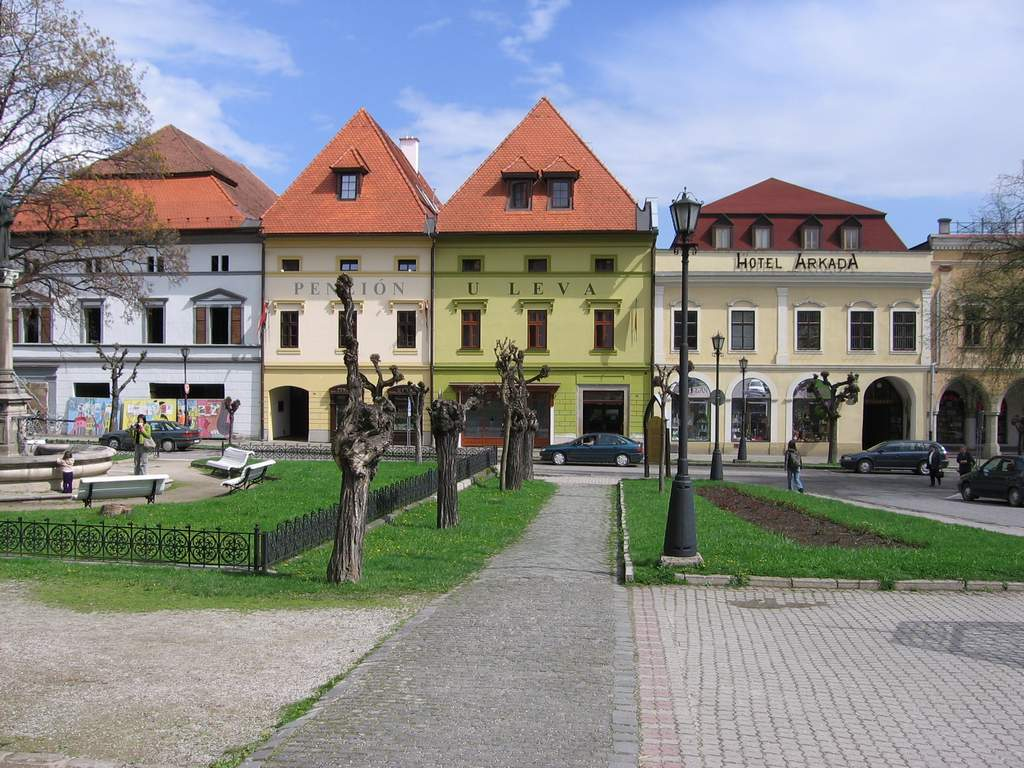
Hauptplatz (Námestie Majstra Pavla)

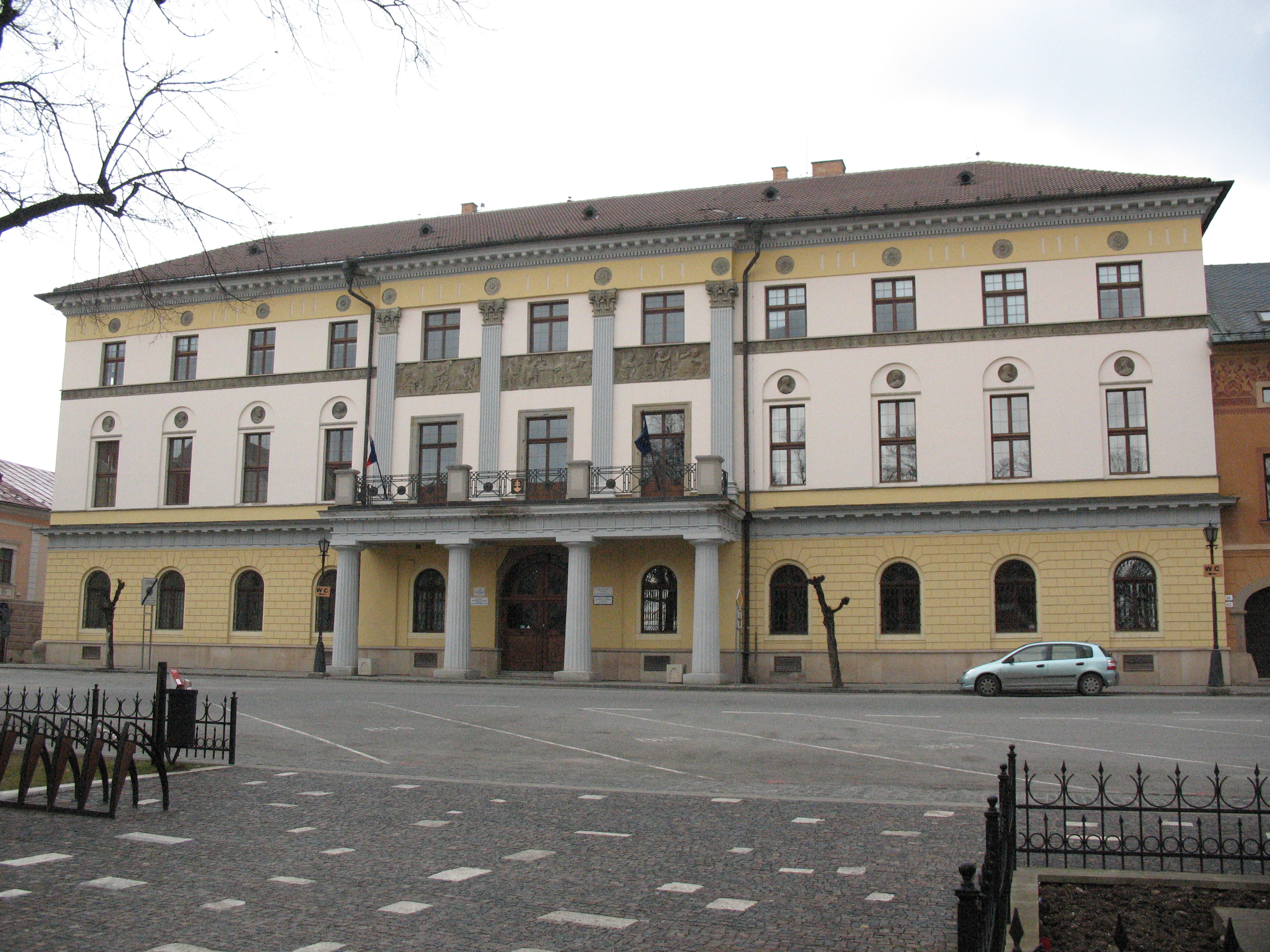
Das (große) Komitatshaus

Die Stadt weist eine noch vollständig erhaltene historische Innenstadt auf und ist eines von 18 städtischen Denkmalreservaten in der Slowakei. Die bekanntesten Baudenkmäler befinden sich am Marktplatz (heutiger slowakischer Name Námestie Majstra Pavla - deutsch Meister-Paul-Platz) mit dem Renaissance-Rathaus, dem Pranger, dem Thurzo-Haus und der Pfarrkirche St. Jakob. Diese Kirche besitzt den mit 18,62 m weltweit höchsten gotischen Altar. Gefertigt wurde er von der Werkstatt von Paul von Leutschau, einem Zeitgenossen von Tilman Riemenschneider und Veit Stoß. Ein weiterer bedeutender Sakralbau am Hauptplatz ist die klassizistische evangelische Kirche. Auf der Nordseite stehen zwei einstige Sitze des Komitats Zips: das kleine Komitatshaus, heute Sitz des Staatsarchivs in Levoča sowie das klassizistische große Komitatshaus (errichtet 1806–26), in dem heute das Kreisamt untergebracht ist. Westlich der Jakobskirche steht das römisch-katholische Pfarramt und das Stadttheater. Mehr als 60 Bürgerhäuser umzingeln den ganzen Platz.
Die städtische Befestigung wurde gegen die Wende vom 13. zum 14. Jahrhundert errichtet und schloss auf 2,5 Kilometer Länge die ganze Stadt ein, mit dreifachen Mauern, Graben, 15 Basteien (im Endausbau) sowie vier Toren. Auch nach der Schleifung eines ca. 600 m langen Abschnitts südwestlich der Altstadt ist sie sehr gut erhalten und sowohl außen als auch innen begehbar. Von den 15 Basteien existieren heute noch sechs, von den vier Toren noch drei, nämlich das Kaschauer Tor und das Menharder Tor auf der Ostseite sowie das Polnische Tor auf der Westseite, das aber die Funktion eines Stadttores nicht erfüllte.
Unweit des Polnischen Tores, am Ende der Straße Kláštorská, steht die gotische alte Minoritenkirche (auch Gymnasialkirche oder umgangssprachlich Schwarze Kirche genannt), die in mehreren Etappen zusammen mit dem nebenan stehenden Minoritenkloster im 14. Jahrhundert errichtet wurde. Sie verdankt den umgangssprachlichen Namen der überwiegend in Schwarz-Gold gemalten barocken Innenausstattung. An das Kloster schließt sich der sezessionistische Bau des Gymnasiums an. In der Nähe des Kaschauer Tors befindet sich die barocke Heilig-Geist-Kirche oder auch neue Minoritenkirche, die die ältere gotische Spitalkirche an derselben Stelle ersetzte.
Außerhalb des Menharder Tores erstreckt sich der Evangelische Friedhof, ein Nationales Kulturdenkmal.
Levoča ist mit dem Berg Mariánska hora (deutsch Marienberg, 781 m n.m.) mit der Basilika Mariä Heimsuchung auch ein bekannter Wallfahrtsort. Die Wallfahrten reichen bereits bis ins 13. Jahrhundert zurück. Aus dieser Zeit stammen die ersten schriftlichen Aufzeichnungen über die Marienverehrung.

## Verkehr

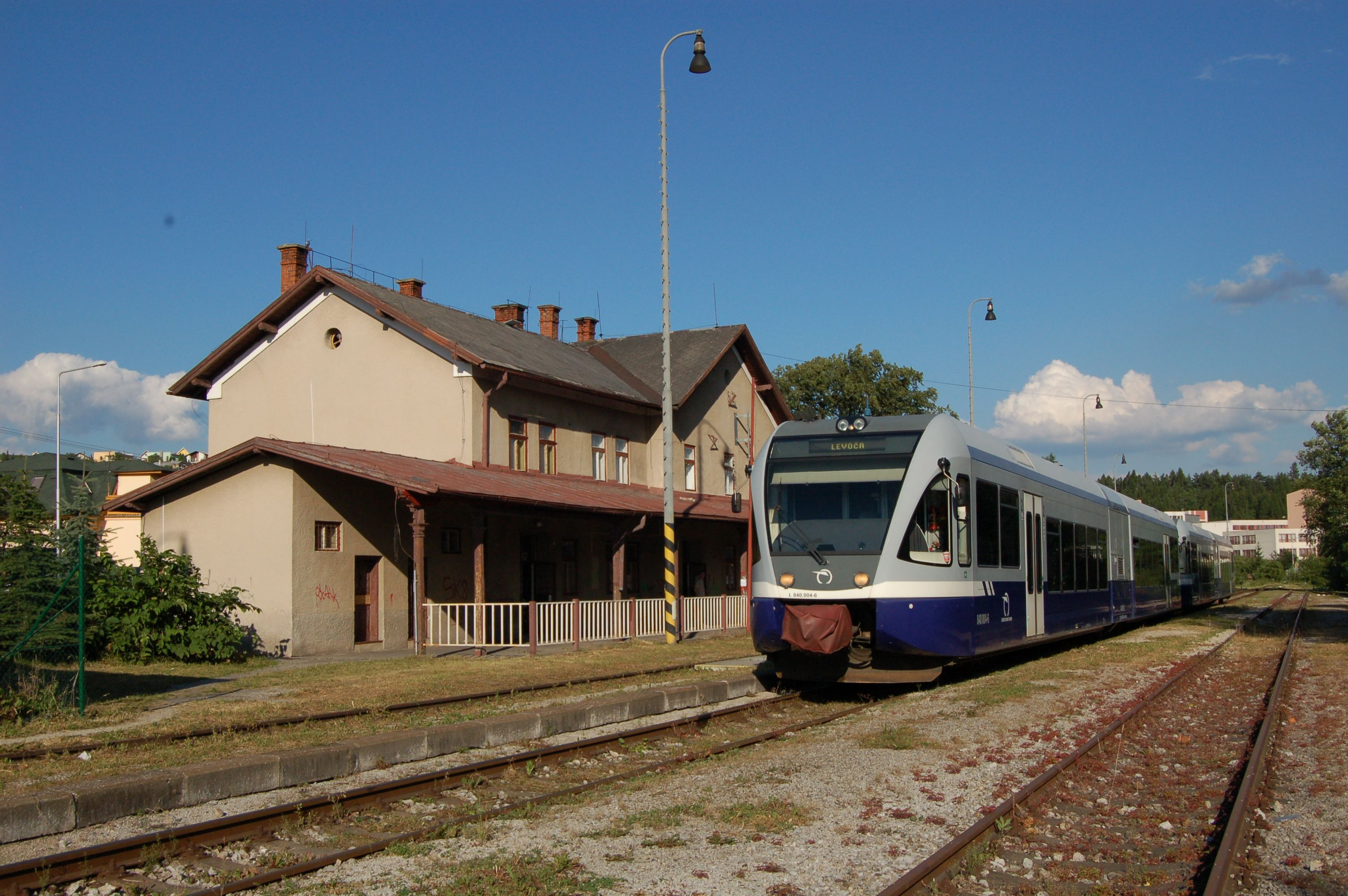
Bahnhof Levoča mit dem Wallfahrt-Sonderzug

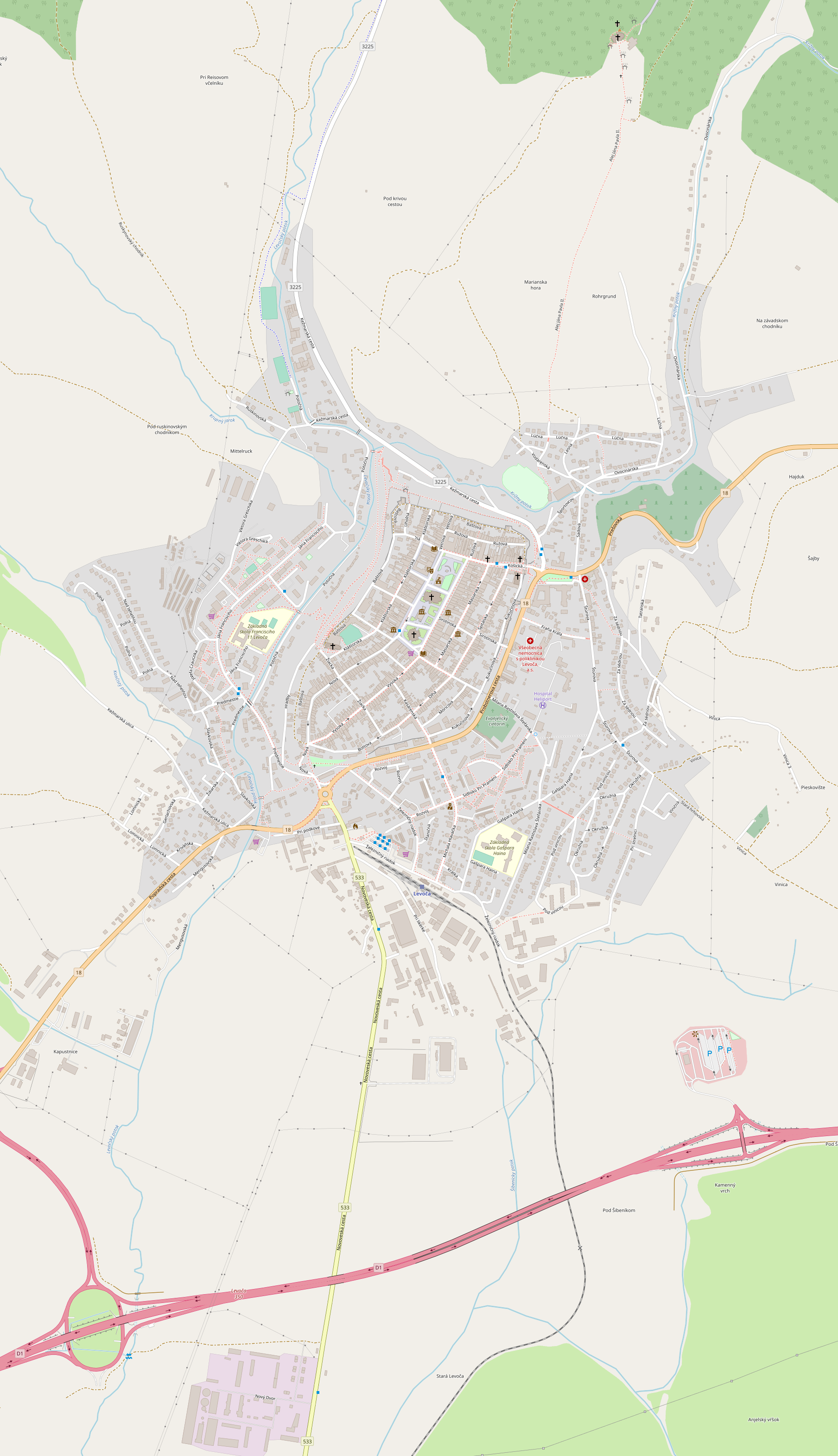
OSM-Karte von Levoča

Die Stadt liegt an der Straße 1. Ordnung 18, mit Verbindungen nach Poprad und Prešov sowie an der Straße 2. Ordnung 533 nach Spišská Nová Ves. Südlich am Levoča vorbei verläuft die teilweise fertiggestellte Autobahn D1 (Bratislava–Košice, E 50), mit einem Anschluss an der Anschlussstelle Levoča (km 350) südwestlich der Stadt, dazu gibt es die gleichnamige Raststätte am km 352 mit einem Ausblick auf die Stadt.
In der Stadt endet die Nebenbahn von Spišská Nová Ves, die allerdings seit 2003, mit Ausnahme des Wallfahrt-Wochenendes jeweils Anfang Juli, keinen regelmäßigen Personenverkehr mehr hat. Der nächste Bahnhof mit regelmäßigen nationalen und internationalen Verbindungen ist seither in Spišská Nová Ves. Die Gesellschaft SAD Poprad a. s. betreibt mehrere Busverbindungen mit regionalen Zielen (Stand 2018).
Der nächste internationale Flughafen ist Poprad-Tatry in 34 km Entfernung.

## Städtepartnerschaften
- Kalwaria Zebrzydowska (Polen)
- Keszthely (Ungarn)
- Łańcut (Polen)
- Litomyšl (Tschechien)
- Stary Sącz (Polen)

## Persönlichkeiten
- Johann I. Thurzo (1437–1508), Handelsherr und Montanunternehmer
- Sebastian Pauschner, um 1530 Stadtarzt von Hermannstadt
- Lazarus Henckel (seit 1607 Lazarus I. Henckel von Donnersmarck) (1551–1624) Großhändler, Bankier und Bergbauunternehmer
- Kaspar Hain (17. Jahrhundert), Chronist von Leutschau
- Christoph Schlegel (1613–1678), Superintendent von Leutschau von 1647 bis 1656
- Johannes Hahn (1712–1783), deutscher Orgelbauer
- Karl Joseph von Hadik-Futak (1756–1800), österreichischer General
- Johann Christian von Engel (1770–1814), österreichischer Historiker
- Johann Samuel Fuchs (1770–1817), Superintendent der evangelischen Kirche in Galizien, Lehrer und Schriftsteller
- Károly Markó der Ältere (1793–1860), ungarischer Maler
- Wilhelm Fuchs (1802–1853), österreichischer Montanwissenschaftler
- André Székely (1877–1945), ungarisch-französischer Maler
- Jenő Uhlyárik (1893–1974), ungarischer Fechter
- Erika von Thellmann (1902–1988), deutsch-österreichische Schauspielerin
- Moritz Csáky (* 1936), österreichischer Historiker
- Etela Farkašová (* 1943), Schriftstellerin und Philosophin
- Igor Kalavsky (1951–2024), deutscher Eishockeyspieler
- Marián Andrej Pacák (* 1973), Ordensgeistlicher, slowakisch griechisch-katholischer Bischof von Toronto
- Jonáš Jozef Maxim (* 1974), Ordensgeistlicher, slowakisch griechisch-katholischer Erzbischof von Prešov
- Peter Sakmár (* 1978), römisch-katholischer Geistlicher, Apostolischer Administrator von Atyrau
- David Bystroň (1982–2017), Fußballspieler

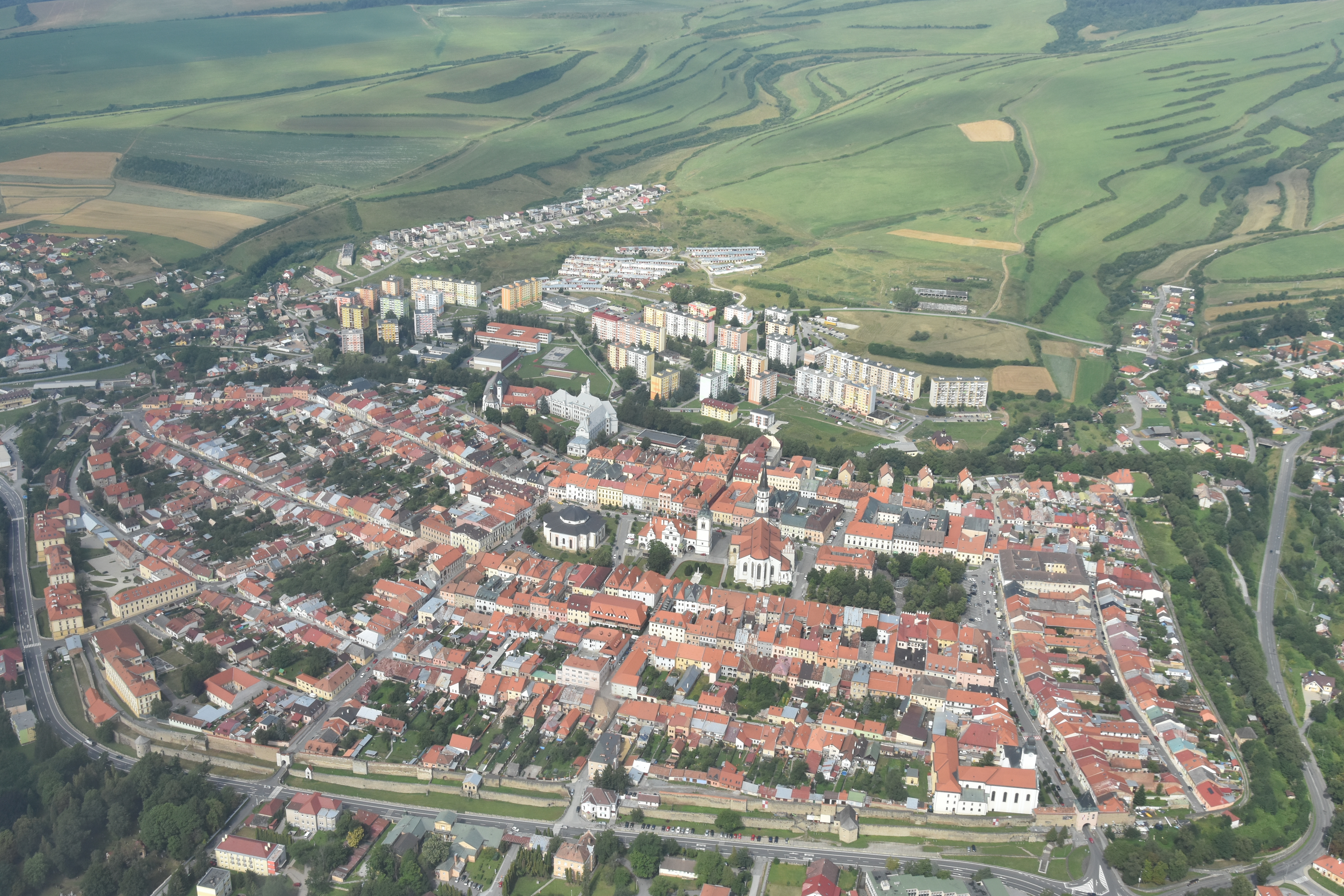
Luftbild von Levoča

- Libor Hudáček (* 1990), Eishockeyspieler
- Mária Mikolajová (* 1999), Fußballspielerin